# Allerheiligenkirche (Wien)

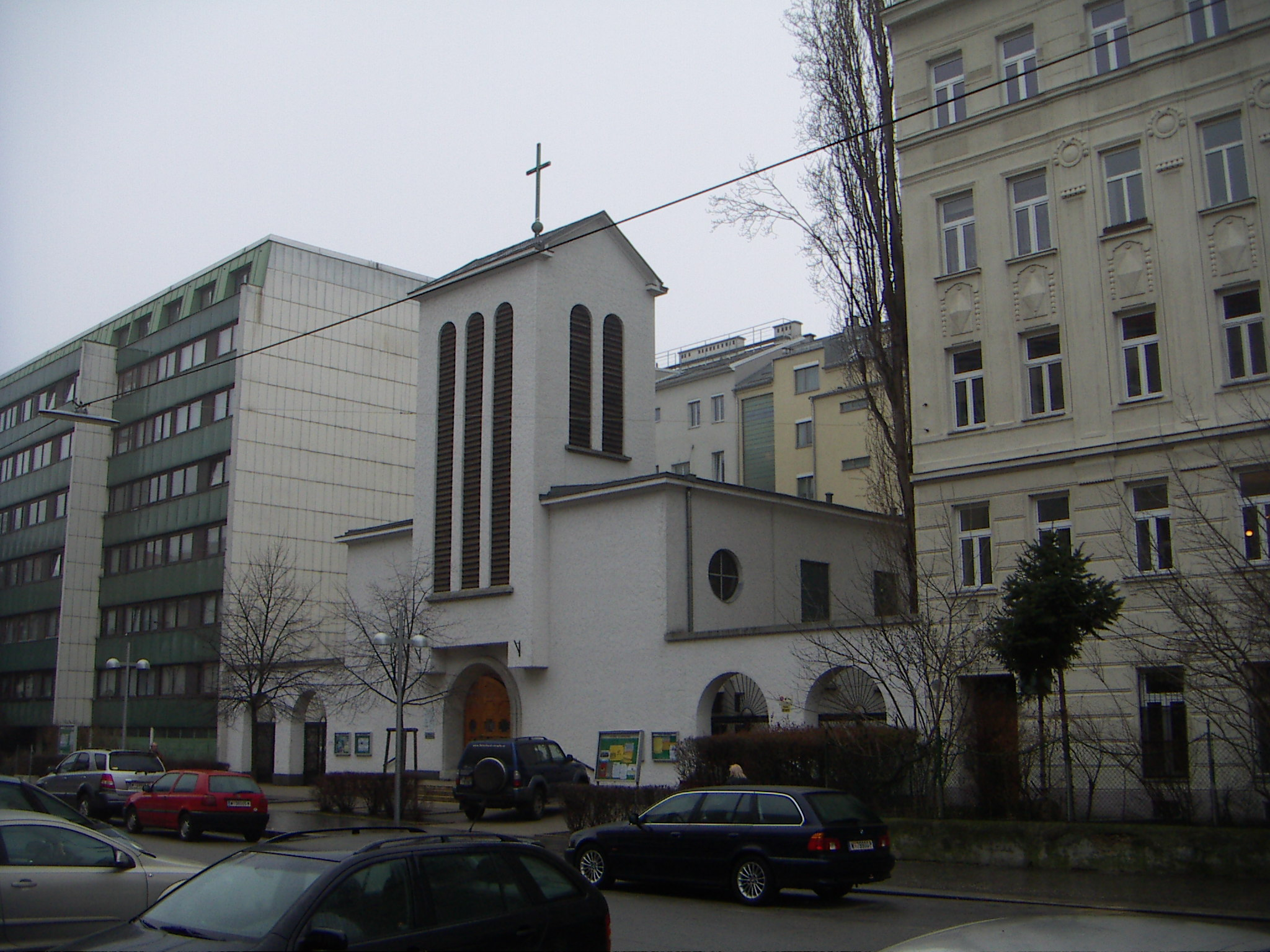
Allerheiligenkirche

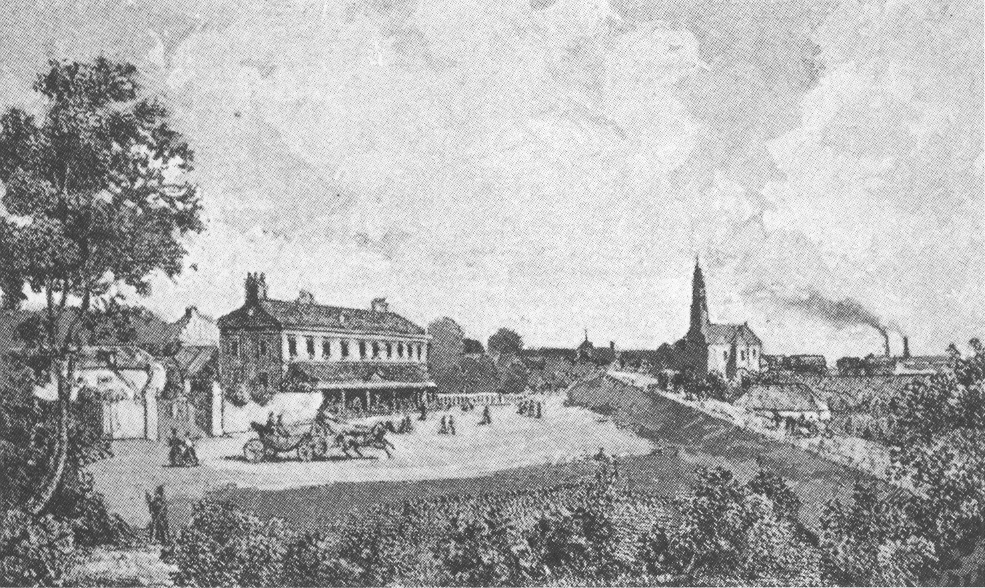
Zwischenbrücken 1843

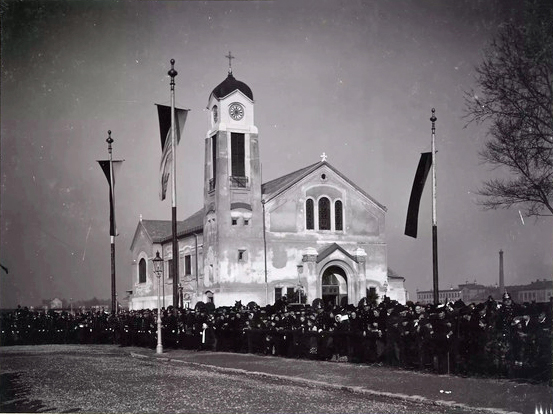
Einweihung der Allerheiligenkirche in Zwischenbrücken am 26. November 1905

Die Allerheiligenkirche Zwischenbrücken ist eine römisch-katholische Pfarrkirche im 20. Wiener Gemeindebezirk, der Brigittenau, in der Vorgartenstraße 56 und steht unter Denkmalschutz.

## Geschichte
Die einst unregulierte Donau bei Wien bildete nach jedem Hochwasser neue Inseln, damals Schüttel oder Anschütt genannt. (Im 2. Bezirk besteht am Donaukanal eine Schüttelstraße.) Eine dieser Inseln wurde Zwischenbrücken benannt, weil sie zwischen den zwei großen Donaubrücken von Wien nach Leopoldau (heute im 21. Bezirk) lag. Die Bewohner waren Wachsoldaten einer militärischen Befestigung, Mautbeamte, Arbeiter von Donaumühlen und Bedienstete der zwei großen Einkehrgasthäuser für Fuhrleute und deren Fuhrwerke.
Da den Mautbeamten der Weg zur zuständigen Pfarrkirche Leopoldau für den Besuch einer Meßfeier zu lang und zu beschwerlich war, brachten sie es mit Vorstellungen so weit, dass ihnen 1769 erlaubt wurde, eine Kapelle zu bauen. Kaiserwitwe und Landesherrin Maria Theresia fertigte am 26. November 1778 einen Stiftsbrief mit 2000 Gulden im k.k. Kupferamt für die Kapelle, womit die Johannes-Nepomuk-Kapelle errichtet und die Sonn- und Feiertagsmessen unterhalten wurden. Anlässlich der Gründung der Pfarrkirche Floridsdorf wurde Zwischenbrücken dort eingepfarrt, womit das Stift Klosterneuburg als Patronatsherr von Floridsdorf Verwalter der Maria-Theresianischen Stiftung wurde. Im Zuge der Wiener Donauregulierung ab 1870 wurde der Ort Zwischenbrücken abgetragen, damit auch die Kapelle. Die Eigentümer wurden entschädigt, wobei das Stift Klosterneuburg mit dieser Entschädigung den Bau der Donaufelder Kirche unterstützte. An die Kapelle erinnert die abgeschnittene Zunge des Johannes von Nepomuk im Wappen von Zwischenbrücken, jetzt ein Bezirksteil der Brigittenau.
Im Sommer 1905 wurde eine Allerheiligenkirche (Notkirche) im südlichen Winkel des Allerheiligenparks als Filialkirche der Brigittakirche errichtet und am 26. November 1905 eingeweiht. Weil das zur Verfügung stehende Geld knapp war, wurde diese nach Entwürfen von Hans Schneider (1860–1921) errichtete Kirche einfach gehalten. Sie war einschiffig und hatte einen offenen Dachstuhl, der Kirchenraum maß 40 mal 20 Meter und hatte einen seitlich angelehnten Turm. Vom früheren Hochaltar im Schottenstift wurde der Kirche ein Altarbild von Joachim von Sandrart übergeben. Die Kirche wurde im Zweiten Weltkrieg am 7. Februar 1945 durch Bomben völlig zerstört. An der Adresse Allerheiligenplatz 5 steht im Straßenverband das ebenfalls denkmalgeschützte Pfarrhofgebäude.
Nach dem Krieg wurde entschieden, den Allerheiligenplatz frei zu halten. Von 1949 bis 1950 wurde nach den Plänen von Josef Vytiska die neue Kirche in der Vorgartenstraße 56 im Häuserblock unmittelbar südlich des Allerheiligenplatzes errichtet.
Am 1. September 2017 wurde die Pfarre Zwischenbrücken um die Pfarren Zum Göttlichen Erlöser und Muttergottes im Augarten erweitert und in Zu allen Heiligen umbenannt.

## Allerheiligenkirche Zwischenbrücken
Die Kirche liegt im Straßenverband mit einem mittigen Haupteingang in eine sechsachsige Hallenkirche, wobei über dem Haupteingang der Kirchturm vorgesetzt und aufgesetzt ist. Der Chor ist erhöht. Der Deckenstuck mit christlichen Symbolen stammt von den Stuckateuren Karl Jamböck und Leopold Kiener. Links und rechts der Kirche wurde das Grundstück in der Straßenflucht abgemauert und mit vier offenen Rundbogentoren sichtmäßig offen gehalten.
Der Tabernakel stammt aus dem Jahre 1930, der Pietà-Altar mit dem Holzrelief Passion aus 1931. Von 1959 bis 1960 wurde die Orgel von Rudolf Novak geschaffen. An der Chorwand hängt ein Kruzifix und dahinter ein Wandteppich mit Evangelistensymbolen und Darstellungen der Schöpfung und der Kreuzigung vom Künstler Franz Burkert aus den Jahren 1982 und 1983.
Am 19. März 1950 wurde die Kirche von Kardinal Theodor Innitzer geweiht. Am 29. November 1956 weihte Kardinal Franz König die drei neuen Glocken.